# Kino Dukla (Pardubice)
Kino Dukla byl pardubický kinosál o kapacitě cca 500 míst, fungující v ulici Gorkého na sídlišti Dukla jako kino od roku 1964 do 14. ledna 2013. V současnosti slouží jako běžný sál pro pořádání kulturních a zábavních akcí.